# Fungia costulata
Fungia costulata är en korallart som beskrevs av Ortmann 1889. Fungia costulata ingår i släktet Fungia och familjen Fungiidae. IUCN kategoriserar arten globalt som livskraftig. Inga underarter finns listade i Catalogue of Life.